# Waldijk (plantage)
Waldijk, Waaldijk of Waldeck is een voormalige cacaoplantage gelegen aan beide oevers van de Nickerierivier in Suriname. 
De gronden van Waldijk lagen naast plantage Margarethenburg, nabij Nieuw Rotterdam.
In 1858 was de plantage in eigendom van Frans Wijnand. Hij overleed op 5 september 1861. Plantagedirecteur was Th. Gordon. Plantageadministrateur Jan Wijnand. 
In 1860 werkten nog slechts 14 slaafgemaakten op de plantage; 9 mannelijk, 5 vrouwelijk.
Bij de emancipatie in 1863 zijn op Waldijk 11 familienamen geboekstaafd. De plantage was op dat moment in het bezit van de erven J. Wijnand, wonende te Nieuw-Rotterdam. Zij ontvingen een vergoeding van 300 gulden per vrijgemaakte.

## Familienamen
Familienamen Emancipatie 1863:
- Bruin
- Done
- Faintland
- Franklin
- Goedland
- Hatman
- Juliette
- Karnaar
- Mion
- Peifer
- Vliedijk